# Ad-Aware
Ad-Aware是一個由Lavasoft設計的軟件，有偵察及刪除惡意軟件的功能。它可以偵察dialer、特洛伊木馬、流氓軟件、數據挖掘、惡意廣告軟件、寄生蟲、間諜軟件、瀏覽器綁架、Cookie等等。

## 版本分類
免費个人版本
商業版本

## 外部連結
- 官方網站